# Arrondissement di Dieppe
L'arrondissement di Dieppe è una suddivisione amministrativa francese, situata nel dipartimento della Senna Marittima e la regione della Normandia.

## Composizione
L'arrondissement di Dieppe comprende 350 comuni in 20 cantoni:
- cantone di Argueil
- cantone di Aumale
- cantone di Bacqueville-en-Caux
- cantone di Bellencombre
- cantone di Blangy-sur-Bresle
- cantone di Cany-Barville
- cantone di Dieppe-Est
- cantone di Dieppe-Ovest
- cantone di Envermeu
- cantone di Eu
- cantone di Fontaine-le-Dun
- cantone di Forges-les-Eaux
- cantone di Gournay-en-Bray
- cantone di Londinières
- cantone di Longueville-sur-Scie
- cantone di Neufchâtel-en-Bray
- cantone di Offranville
- cantone di Saint-Saëns
- cantone di Saint-Valery-en-Caux
- cantone di Tôtes